# Holophleps brevigena
Holophleps brevigena is een vliesvleugelig insect uit de familie van de Megaspilidae. De wetenschappelijke naam van de soort is voor het eerst geldig gepubliceerd in 1966 door Kozlov.